# Kur głowacz
Kur głowacz (Taurulus bubalis) – gatunek ryby skorpenokształtnej z rodziny głowaczowatych (Cottidae), jedyny przedstawiciel rodzaju Taurulus. Spotykana w akwariach publicznych.

## Występowanie
Przybrzeżne wody północno-wschodniego Oceanu Atlantyckiego, zachodnia część Bałtyku i północne rejony Morza Śródziemnego, na głębokościach do 100 m, wśród kamieni i traw morskich.

## Opis
Budowa typowa dla głowaczowatych, przypomina kura diabła. Dorasta do 17 cm długości. Żywi się wieloszczetami, dziesięcionogami, mięczakami i małymi rybami. Znosi słabe zasolenie, ale do Bałtyku zagląda rzadko.
Tarło w marcu–kwietniu. Ikra jest przyklejana do kamieni.